# 장동건
장동건(1972년 3월 7일 ~ )은 대한민국의 배우이다.

## 성장 과정 및 교육
장동건은 서울시 영등포구(현 금천구)에서 태어났다. 형제로는 2남 중 장남으로 남동생이 한명 있다. 장동건은 1992년 연극과 뮤지컬에 출연하였으며 같은 해 MBC 공채 탤런트 21기로 데뷔해 인기 배우로 데뷔하였다.

## 학력
- 서울독산국민학교 (졸업)
- 문일중학교 (졸업)
- 문일고등학교 (졸업)
- 한국예술종합학교 연극원 (중퇴)
- 서울사이버대학교 문화예술학부 문화예술경영학 졸업

## 경력

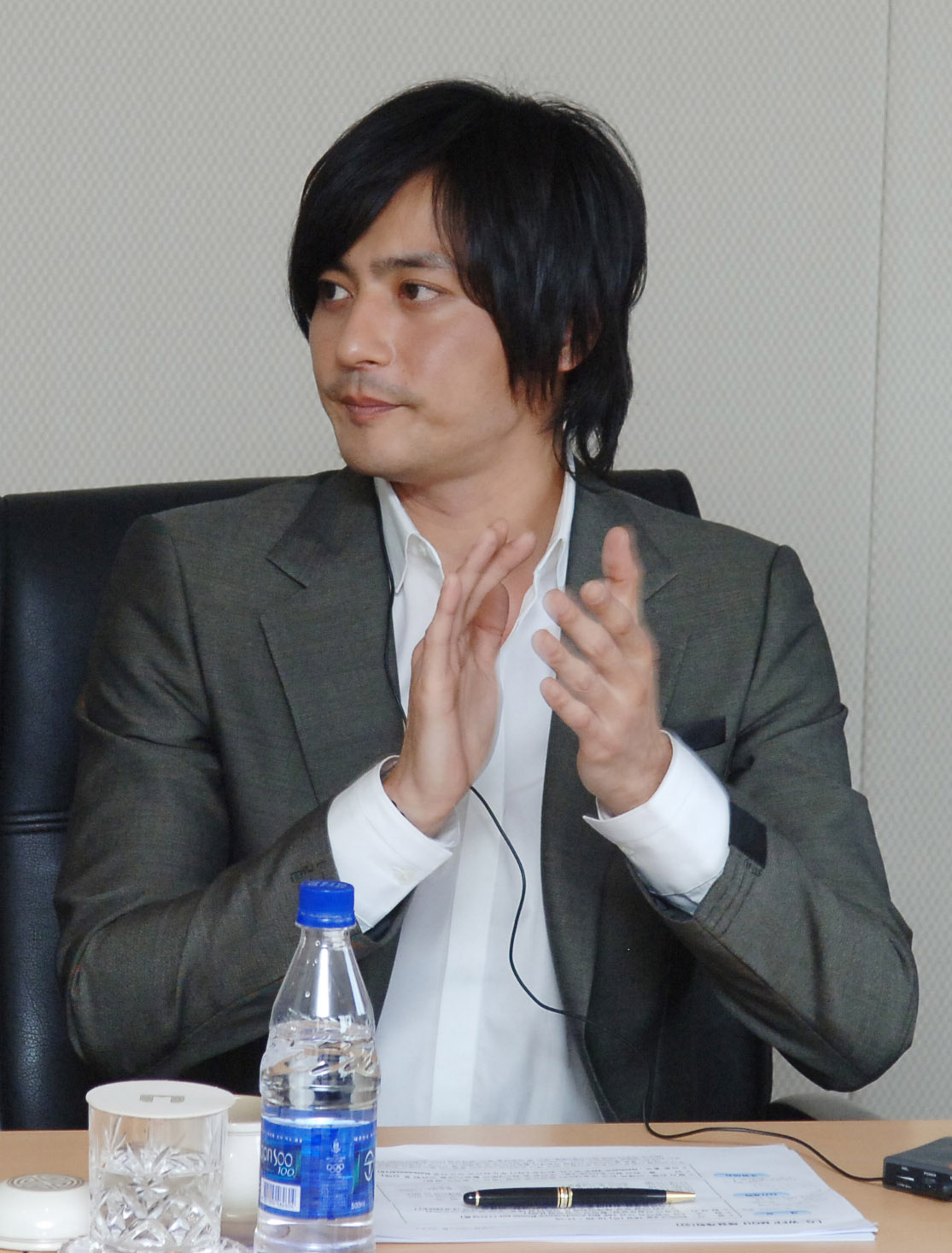
2009년 4월 16일, 장동건.

장동건은 1992년 MBC 공채 탤런트 21기로 선발 되어, 같은 해 방영된 MBC 《아들과 딸》으로 연기 경력을 시작하였다. 그는 연예계 데뷔와 함께 드라마 주연에 발탁되었고, 캠퍼스 청춘 드라마 《우리들의 천국 2기》(1992)에 이어 1994년 초, 대학 농구 열풍을 일으키며 최고시청률 48.6%을 기록하는 등 인기리에 방영된 MBC 드라마 《마지막 승부》로 단숨에 신세대 스타로서의 입지를 굳히며 큰 인기를 끌었다. 제30회 백상예술대상 TV부문 남자신인연기상과 제33회 백상예술대상 TV부문 인기상 등을 수상하였다.
이후 드라마 《모델》(1997), 《의가형제》(1997), 《영웅신화》(1998), 《고스트》(1999), 《이브의 모든 것》(2000)과 영화 《패자부활전》(1997), 《홀리데이 인 서울》(1997), 《연풍연가》(1999), 《인정사정 볼 것 없다》(1999), 《아나키스트》(2000) 등의 여러 작품에 꾸준히 출연하며 연기 내공을 쌓아갔고 톱배우로 성장하였다. 하지만 《아이싱》(1996), 《사랑》(1998), 《청춘》(1999)는 낮은 시청률과 혹평을 받으며 실패를 맛봤다.
장동건은 데뷔 이후, 뛰어난 외모 때문에 다른 사람들보다 쉽게 주연 자리를 거머쥐었다는 편견 등 외모로 인해 제대로 된 평가를 받지 못한 연기에 대한 고민이 있었는데, 1997년 방영된 의학 드라마 《의가형제》를 꽃망울을 틔운 그의 연기는 이명세 감독의 영화 《인정사정 볼 것 없다》로 지평을 넓히며, 그 해 각각 MBC 연기대상 최우수연기상과 청룡영화상 남우조연상을 수상하며 연기력을 인정 받기 시작했다. 2001년 820만 관객을 동원한 곽경택 감독의 영화 《친구》를 통해 그는 제2의 전성기를 얻었다. 이후 인터뷰를 통해 자신의 인생으로 꼽기도 했다.
장동건은 2004년 초 개봉한 강제규 감독의 영화 《태극기 휘날리며》를 통해 1174만 명의 관객을 동원, 천만배우에 합류하였고, 생애 최초 청룡영화상 남우주연상을 수상하는 쾌거를 이뤘다. 그는 2000년대 대한민국을 대표하는 한류 배우로 자리매김했다. 이외에도 그는 《2009 로스트 메모리즈》(2002), 《해안선》(2002), 《무극》(2005), 《태풍》(2005), 《굿모닝 프레지던트》(2009), 《마이웨이》(2011) 등에 출연하며 활동 영역을 넓혔다. 2010년에는 큰 성공을 내진 못했지만 영화 《워리어스 웨이》로는 할리우드에 진출했으며 꾸준한 시도를 통해 성장하는 모습을 보여줬다.
2012년에는 장동건은 12년 만에 복귀한 드라마 《신사의 품격》을 통해 그간 드러나지 않았던 인간적인 매력을 한껏 드러내며 꽃중년으로 인기를 끌었다. 같은 해 출연한 영화 《위험한 관계》에 이어 《우는 남자》(2014)에서 킬러 곤 역을 맡아 40대 중반의 나이가 믿기지 않을 만큼 화려한 액션연기를 선보이는 등 파격적인 연기 변신을 하였다.
2017년 개봉한 박훈정 감독의 영화 《브이아이피》에서 국정원 요원 박재혁 역을 맡아 열연하였다.

## 개인 생활
2009년 11월 5일, 배우 고소영과 연인관계임을 공식발표하였고 이듬해인 2010년 5월 2일, 서울 신라호텔에서 결혼식을 올렸다. 같은 해 10월 4일 아들 장준혁 (원래이름 장민준에서 개명)이 태어났고 2014년 2월 25일 딸 장윤설이 태어났다. 평소 야구를 좋아하는 것으로 알려져 있다. 김승우가 구단주로 있는 연예인 야구단인 '플레이보이즈'에서 오랜기간 선수로 활약하고 있다. 그는 어렸을 때부터 LG 트윈스의 팬이다. 사회인 야구에서 투수로 나서며, 130Km에 가까운 공을 던질 정도로 능력이 있다고 한다. 배우 한재석, 김승우, 공형진, 주진모, 현빈 등과 절친으로 알려져 있다.

## 출연 작품

### 영화
| 연도   | 제목                 | 역할                     | 비고            |
| ------ | -------------------- | ------------------------ | --------------- |
| 1997년 | 패자부활전           | 동물원 수의사 민규       |                 |
| 1997년 | 홀리데이 인 서울     | 택시기사                 |                 |
| 1997년 | 헤라클레스           | 헤라클레스 (한국판 더빙) | 애니메이션 영화 |
| 1998년 | 키스할까요           | 배우                     | 특별 출연       |
| 1999년 | 연풍연가             | 태희                     |                 |
| 1999년 | 인정사정 볼 것 없다  | 김동석 형사              |                 |
| 2000년 | 아나키스트           | 세르게이                 |                 |
| 2001년 | 친구                 | 한동수                   |                 |
| 2002년 | 2009 로스트 메모리즈 | 사카모토 마사유키        |                 |
| 2002년 | 해안선               | 강한철 상병              |                 |
| 2004년 | 태극기 휘날리며      | 이진태                   |                 |
| 2005년 | 무극                 | 쿤룬                     |                 |
| 2005년 | 태풍                 | 씬, 최명신               |                 |
| 2007년 | 지구                 | 내레이션                 | 다큐멘터리 영화 |
| 2009년 | 굿모닝 프레지던트    | 후임 대통령 차지욱       |                 |
| 2010년 | 워리어스 웨이        | 양                       |                 |
| 2011년 | 마이웨이             | 김준식                   |                 |
| 2012년 | 위험한 관계          | 세이판                   |                 |
| 2014년 | 우는 남자            | 진곤                     |                 |
| 2017년 | 브이아이피           | 박재혁                   |                 |
| 2018년 | 7년의 밤             | 오영재                   |                 |
| 2018년 | 창궐                 | 김자준                   | 작중 메인 악남  |
| 2024년 | 보통의 가족          | 재규                     |                 |

### 드라마
| 연도            | 방송사 | 제목                             | 역할                     | 비고   |
| --------------- | ------ | -------------------------------- | ------------------------ | ------ |
| 1992년          | MBC    | 무동이네 집                      | 주현의 대학 친구         | 단역   |
| 1992년          | MBC    | 전원일기                         |                          | 단역   |
| 1992년 ~ 1993년 | MBC    | 아들과 딸                        |                          | 단역   |
| 1992년 ~ 1994년 | MBC    | 우리들의 천국 2기                | 동건                     |        |
| 1994년          | MBC    | 일지매                           | 일지매                   |        |
| 1994년          | MBC    | 마지막 승부                      | 한영대학교 농구부 윤철준 |        |
| 1994년          | MBC    | 종합병원                         |                          |        |
| 1995년          | MBC    | 사랑과 결혼                      |                          |        |
| 1995년          | MBC    | 아파트                           | 박종규                   |        |
| 1996년          | MBC    | 아이싱                           | 윤찬                     |        |
| 1997년          | MBC    | 의가형제                         | 흉부외과 전문의 김수형   |        |
| 1997년          | SBS    | 모델                             | 이정                     |        |
| 1997년          | MBC    | 영웅신화                         | 김태우                   |        |
| 1998년          | MBC    | 사랑                             | 정인하                   |        |
| 1999년          | MBC    | 청춘                             | 강현우                   |        |
| 1999년          | SBS    | 고스트                           | 장대협                   |        |
| 2000            | MBC    | 이브의 모든 것                   | MBS 사장 윤형철          |        |
| 2012            | SBS    | 신사의 품격                      | 김도진                   |        |
| 2018            | KBS2   | 슈츠                             | 최강석                   |        |
| 2019            | tvN    | 아스달 연대기                    | 타곤                     |        |
| 2023            | tvN    | 아라문의 검                      | 타곤                     | 12부작 |
| 미정            | iQIYI  | 사랑했던 널 생각하면 마음이 아파 |                          |        |

### 교양/다큐멘터리
| 연도   | 방송사 | 제목                         | 역할     | 비고  |
| ------ | ------ | ---------------------------- | -------- | ----- |
| 1996년 | KBS1   | TV는 사랑을 싣고             | 게스트   | 84회  |
| 2019년 | JTBC   | 장동건의 백 투 더 북스       | 프리젠터 | 4부작 |
| 2022년 | TV조선 | 장동건의 백 투 더 북스 시즌2 | 프리젠터 | 4부작 |

## 연기 외 활동

### 웹예능
| 연도   | 방송사 | 제목              | 역할   | 비고 |
| ------ | ------ | ----------------- | ------ | ---- |
| 2024년 | 유튜브 | 나영석의 와글와글 | 게스트 | 11회 |

### 음반
| 연도        | 음반명                                                                                      |
| ----------- | ------------------------------------------------------------------------------------------- |
| 1994년.01월 | - 정규 앨범 《Friendship》 (with 전철)                                                      |
| 1994년.03월 | - 드라마 《우리들의 천국 OST (MBC 청춘 드라마)》 OST "너에게로 가는 길" 참여                |
| 1995년      | - 솔로 1집 정규 앨범 《비상》                                                               |
| 1998년.02월 | - 드라마 《사랑 (MBC 특별기획 미니시리즈)》 OST "Love Song" (with 구본승) 참여              |
| 1998년.02월 | - 정규 앨범 《Bon Seung & Dong Gun》 (with 구본승)                                          |
| 2001년.07월 | - 솔로 2집 정규 앨범 《에덴의 저편》                                                        |
| 2010년.03월 | - 프로젝트 앨범 《We Online》 OST "우리 (We)" (with 공형진, 김승우, 이하나, 황정민, 지진희) |
| 2012년.07월 | - 드라마 《신사의 품격 OST 2》 OST "나보다 더" 참여                                         |

### 뮤직 비디오
| 연도   | 가수   | 노래     | 비고 |
| ------ | ------ | -------- | ---- |
| 1999년 | 스카이 | 〈영원〉 |      |

### 사회자
- 2017년 제22회 부산국제영화제 개막식 사회자 (with 임윤아)[16]

### 광고
| 연도            | 광고명 |
| --------------- | --- |
| 1993년          | - 해태제과 영스타 |
| 1994년          | 해태제과 후레쉬메론바 (with MBC 마지막 승부) - 크라운제과 기쁨하나 - 인디에프 메이폴                                                              |
| 1996년          | - SPC삼립 너 |
| 1997년          | - 형지에스콰이아 소르젠떼 |
| 1999년 ~ 2006년 | - 미니골드 주얼리 (with 김희선) |
| 2000년          | - 삼성전자 매직스테이션 (with 김희선) - KB금융그룹 국민패스카드 - (주)우성어패럴 예작 - 나크나인 - 스포츠투데이                                   |
| 2002년          | 위니아전자 클라쎄 LG생활건강 보닌 모노다임 |
| 2002년          | - 신도리코 블랙풋 - 위니아전자 써머스 - 매일유업 카페라떼, 카페라떼 에스프레소 - SK텔레콤 네이트, 네이트 GPS                                      |
| 2002년 ~ 2004년 | - NH투자증권 |
| 2002년 ~ 2007년 | - (주)파크랜드 - 파크랜드 (with 박상원, 박주미 2006년, 이태란 2007년) - J.HASS                                                                    |
| 2002년 ~ 2011년 | - 더샵 포스코, 더 샾 스타시티 (with 김유미) |
| 2003년          | - 닉스 진 (with 이동국, 세븐) - LG전자 싸이언 (with 신애)                                                                                         |
| 2003년 ~ 2004년 | - LG생활건강 보닌 |
| 2004년          | - 한국관광공사 중국 편 (with 김희선) |
| 2005년          | - KT - KTF 비즈니스맨 - KTF K-ways - KTF 월드폰                                                                                                   |
| 2005년 ~ 2006년 | - 오지오 (일본 광고) |
| 2005년 ~ 2007년 | - 지오다노 (with 전지현, 정우성 2005년, 이효리, 이준기 2006년, 정려원 2007년) - 오지오 (일본 광고)                                                |
| 2005년 ~ 2008년 | - 삼성카드 (with 이나영) |
| 2005년 ~ 2007년 | - 동서식품 - 맥심 커피 (with 수애) - 맥심 선물세트 (안성기 편) ※목소리 출연 - 맥심 추석선물세트 (with 안성기, 수애)                               |
| 2005년 ~ 2008년 | - 삼성전자 케녹스 카메라 - 케녹스 #1 MP3 - 케녹스 #11 PMP - VLUU - VLUU 로테이트 - VLUU 슬라이드 - VLUU i8                                        |
| 2006년          | - 영화채널 OCN - 미샤 M 비주얼 팩트 with 보아) - 하이트진로 참이슬 (일본 광고)                                                                    |
| 2006년 ~ 2008년 | - 한국닌텐도 - 닌텐도DS 매일매일 두뇌트레이닝 - 닌텐도DS 영어삼매경 - 닌텐도DS 두뇌트레이닝 (with 안성기) - 닌텐도DS 매일매일 더욱더 두뇌트레이닝 |
| 2006년 ~ 2008년 | - 하이트진로 맥스 |
| 2007년          | - 현대자동차 쏘나타 - T 애니콜 + T LIVE (with 전지현) - FAPAI (중국 광고) - 오리온제과 초코파이 (중국 광고) - 삼성전자 삼성 테크윈 (아시아 광고)  |
| 2007년 ~ 2008년 | - 대상 청정원 |
| 2007년 ~ 2010년 | - SK텔레콤 T, T LIVE, T zone (with 정지훈 2008년, 신민아 2010년)                                                                                  |
| 2008년 ~ 2010년 | - 아모레퍼시픽 헤라 옴므 |
| 2010년 ~ 2011년 | - LG전자 - 트롬 스타일러 (with 고소영) - 트롬 6MOTION - 한국타이어 - 우리은행                                                                     |
| 2010년 ~ 2012년 | - 삼성물산 패션부문 로가디스 |
| 2011년          | - LG전자 : 장동건의 3D 편 |
| 2012년          | - 도요타자동차 렉서스 ES300h |
| 2012년 ~ 2016년 | - 쿠첸 - 쿠첸 밥솥 쿠첸 명품철정 엣지 - 쿠첸 하이브리드 렌지 - 쿠첸 IH스마트레인지 - 쿠첸 프리인덕션                                              |
| 2013년          | - 신한라이프 - 임페리얼 위스키 |
| 2013년 ~ 2014년 | - 코오롱인더스트리FnC부문 코오롱스포츠 (with 탕웨이)                                                                                              |
| 2013년 ~ 2015년 | - 아모레퍼시픽 아이오페 맨 |
| 2015년          | - (주)웹젠 뮤오리진 모바일게임 |
| 2016년 ~ 현재   | 진라면 - 은성 B&H 마켓 퓨수소수 - 셀트리온 - 셀트리온 기업 PR - 디어서 퍼펙션 플루이드                                                            |

### 홍보대사
| 연도          | 홍보대사명                                         |
| ------------- | -------------------------------------------------- |
| 2001년        | - 생명나눔실천본부 홍보대사                        |
| 2008년 ~ 현재 | - 유엔세계식량계획 WFP 홍보대사                    |
| 2012년        | - 페르노리카코리아 '임페리얼' 광고모델 겸 홍보대사 |
| 2013년        | - 인천국제공항 명예홍보대사                        |
| 2018년        | - 한돈 홍보대사                                    |

## 수상 및 후보
| 연도   | 상                                     | 부문                                            | 작품                                    | 결과 |
| ------ | -------------------------------------- | ----------------------------------------------- | --------------------------------------- | ---- |
| 1993년 | MBC 결정! 최고인기가요                 | 1위                                             | "너에게로 가는 길" 〈우리들의 천국〉OST | 수상 |
| 1993년 | MBC 방송대상                           | 남자 신인연기상                                 | 일지매, 우리들의 천국                   | 후보 |
| 1994년 | 제30회 백상예술대상                    | TV부문 남자 신인연기상                          | 마지막 승부                             | 수상 |
| 1994년 | MBC 방송대상                           | 남자 우수연기상                                 | 마지막 승부                             | 후보 |
| 1997년 | 제33회 백상예술대상                    | TV부문 남자 인기상                              | 의가형제                                | 수상 |
| 1997년 | 제18회 청룡영화상                      | 신인남우상                                      | 패자부활전                              | 수상 |
| 1997년 | 한국메이크업분장예술가협회(KMMA)       | 메이크업 아티스트들이 뽑은 최고의 남자 연예인상 | 빈칸                                    | 수상 |
| 1997년 | MBC 연기대상                           | 남자 최우수연기상                               | 의가형제                                | 수상 |
| 1999년 | 제20회 청룡영화상                      | 남우조연상                                      | 인정사정 볼 것 없다                     | 수상 |
| 2000년 | 제37회 대종상                          | 남우조연상                                      | 인정사정 볼 것 없다                     | 후보 |
| 2000년 | 제21회 청룡영화상                      | 인기스타상                                      | 아나키스트                              | 수상 |
| 2000년 | MBC 연기대상                           | 남자 최우수연기상                               | 이브의 모든 것                          | 후보 |
| 2001년 | 제46회 아시아태평양영화제              | 남우조연상                                      | 친구                                    | 수상 |
| 2001년 | 제22회 청룡영화상                      | 인기스타상                                      | 친구                                    | 수상 |
| 2001년 | 제22회 청룡영화상                      | 남우주연상                                      | 친구                                    | 후보 |
| 2002년 | 제23회 청룡영화상                      | 남우주연상                                      | 해안선                                  | 후보 |
| 2003년 | 제40회 대종상                          | 남우주연상                                      | 해안선                                  | 후보 |
| 2003년 | 제2회 대한민국 영화대상                | 남우주연상                                      | 해안선                                  | 후보 |
| 2003년 | 제1회 앙드레김 베스트 스타 어워드      | 연기자부문 베스트드레서상                       | 빈칸                                    | 수상 |
| 2004년 | (재)아시아문화산업교류재단 창립식      | 아시아 문화교류 유공자 표창장                   | 빈칸                                    | 수상 |
| 2004년 | 제40회 백상예술대상                    | 영화부문 남자 최우수연기상                      | 태극기 휘날리며                         | 후보 |
| 2004년 | 제41회 대종상                          | 남우주연상                                      | 태극기 휘날리며                         | 후보 |
| 2004년 | 제25회 청룡영화상                      | 남우주연상                                      | 태극기 휘날리며                         | 수상 |
| 2005년 | 제2회 맥스무비 최고의 영화상           | 최고의 남자배우상                               | 태극기 휘날리며                         | 수상 |
| 2006년 | 제43회 대종상                          | 남우주연상                                      | 태풍                                    | 후보 |
| 2006년 | 2006 한국광고주대회 광고주의 밤 시상식 | 광고주가 뽑은 좋은 모델상                       | 빈칸                                    | 수상 |
| 2007년 | 제15회 이천춘사대상영화제              | 한류문화대상                                    | 빈칸                                    | 수상 |
| 2007년 | 대한민국 방송광고 페스티벌             | 베스트 커플상 (with 수애)                       | 빈칸                                    | 수상 |
| 2009년 | 제46회 저축의 날                       | 대통령 표창                                     | 빈칸                                    | 수상 |
| 2009년 | 제30회 청룡영화상                      | 남우주연상                                      | 굿모닝 프레지던트                       | 후보 |
| 2009년 | 제4회 앙드레김 베스트 스타 어워드      | 스타상                                          | 빈칸                                    | 수상 |
| 2012년 | 제5회 스타일 아이콘 어워즈             | 본상                                            | 빈칸                                    | 수상 |
| 2012년 | 제5회 스타일 아이콘 어워즈             | 올해의 스타일 아이콘상                          | 빈칸                                    | 수상 |
| 2012년 | SBS 연기대상                           | 주말·연속극부문 남자 최우수연기상               | 신사의 품격                             | 수상 |
| 2012년 | SBS 연기대상                           | 베스트 커플상 (with 김하늘)                     | 신사의 품격                             | 후보 |
| 2012년 | SBS 연기대상                           | 10대 스타상                                     | 신사의 품격                             | 수상 |
| 2017년 | 제5회 마리끌레르 아시아스타어워즈      | 올해의 배우상                                   | 브이아이피                              | 수상 |
| 2018년 | 제7회 대한민국 베스트 스타상           | 베스트 주연상                                   | 7년의 밤                                | 수상 |
| 2018년 | KBS 연기대상                           | 대상                                            | 슈츠                                    | 후보 |
| 2018년 | KBS 연기대상                           | 남자 최우수연기상                               | 슈츠                                    | 후보 |
| 2018년 | KBS 연기대상                           | 미니시리즈부문 남자 우수연기상                  | 슈츠                                    | 수상 |
| 2018년 | KBS 연기대상                           | 남자 네티즌상                                   | 슈츠                                    | 후보 |
| 2018년 | KBS 연기대상                           | 베스트 커플상 (with 박형식)                     | 슈츠                                    | 후보 |
| 2019년 | 제4회 아시아 아티스트 어워즈           | 올해의 배우                                     | 아스달 연대기                           | 수상 |
| 2025년 | 제18회 아시안 필름 어워즈              | 액설런스상                                      | 빈칸                                    | 수상 |

## 가족
- 배우자 고소영
- 1남 1녀